# Была война
«Была война» — российский короткометражный художественный фильм 2015 года, драма о судьбе ребёнка, в первые дни войны потерявшего родителей и пытающегося выжить на оккупированной немцами территории. Фильм срежиссирован Олегом В. Семенец и основан на реальной истории.

## Сюжет
1941 год. Детей вывозят в Германию. Эшелон попадает под обстрел. Дети выпрыгивают из горящих вагонов, бегут пытаясь скрыться в лесу. Главный герой фильма Илья со своей младшей сестрой, спасаясь находит укрытие в деревне оккупированной немцами. Несмотря на бедственное положение, под страхом смерти местные жители укрывают детей и всячески помогают им выжить.
30 лет спустя Илья возвращается в ту самую деревню, чтобы найти и отблагодарить человека, спасшего ему жизнь. В итоге история складывается совсем не так, как он её себе представлял.

## В ролях
- Максим Бутеко — Илья
- Василий Веровчук — старик
- Эдуард Мусницкий — Илья в детстве
- Анфиса Якимова — сестра Ильи
- Сергей Архипов — шофёр
- Катерина Киселёва — гостья на свадьбе Нюра
- Алексей Вешкурцев — гость на свадьбе Степан
- Анна Проклова — Алёнка, девушка с колыбелью

## Создание
Сценарий фильма был готов в ноябре 2013 года. В декабре этого же года были начаты съёмки. Съёмки проходили в Амурской области пригороде Благовещенска и Тамбовском районе, где температура днём падала ниже — 30° С, чтобы не подвергать опасности здоровье детей и съёмочной группы в связи с отсутствием необходимой материальной базы, было решено перенести съёмки на осень 2014 года.
Премьера фильма состоялась 19 сентября 2015 года в рамках фестиваля «Амурская осень».
Сделнный во время фотопроб к фильму фотоснимок «Образ русской девочки, спасавшейся глубокой осенью 1941-го в лесу от немцев» занял второе место в номинации Child («Дети») на фестивале фотографии Circuit Exhibition Of Photography в Македонии.